# くしゃみへの周りの反応
くしゃみへの周りの反応（くしゃみへのまわりのはんのう、英語: Response to sneezing）は世界では様々で、日本のようにくしゃみに対してほぼ無反応な文化もあれば、英語圏では「Bless you!」（ブレス・ユー！＝祝福があるように！）というし、ドイツ語圏では「Gesundheit!」（ゲズントハイト！＝健康！）ということが多い。

## 英語
英語圏では、 Atchoo（アチュー）とくしゃみをしたら（sneeze：名詞、to sneeze：動詞）、周りの一人がすかさず、
Bless you!（ブレス・ユー！＝祝福があるように！）
というのが一般的である。これは「(May) God bless you!」（（メイ・）ゴッド・ブレス・ユー！＝（神様の）祝福があなたにあるように！）から来た表現で、宗教に無関心の人でもこういう。その答えは「Thank you!」（サンキュー！）。宗教離れが多い若い世代では、何も言わない場合も多い。
英語圏でもドイツ系移民および北欧からの移民が多く植民した場所（アメリカ合衆国中西部、初めオランダ人が移民したハドソン川下流地域など）では、ドイツ語の
Gesundheit!（ゲズントハイト！＝健康！）
ということもある。その答えも「Thank you!」（サンキュー！）

## オランダ語
オランダ語では周りの一人が
Gezondheid!（ヘゾントヘイト！＝健康！）
という。返答は、「Dank!」（ダンク＝ありがとう）。

## スペイン語
スペイン語では、¡Achís! というくしゃみに対して周りの人が
¡Salud!（サルー＝健康！）、または ¡Dios te bendiga!（ディオス・テ・ベンディーガ！＝神様が君を祝福するように！）
という。伝統的にスペインでは、1回目、2回目、3回目のくしゃみに対してそれぞれ 
Jesús（ヘスース＝イエス）、 María（マリーア＝イエスの母マリア）、José（ホゼー＝ヨセフ）
という多少宗教的な習慣があり、ラテンアメリカではこれが、
Salud（サルー＝やぁ）、dinero（ディネーロ＝お金）、amor（アモール＝愛）
となり、大いに現実的である。

## 中国語
中国語でも、阿嚏（Ātì＝アーティー！）と くしゃみをしても（喷嚏Pēntì＝ペンティー：名詞、打喷嚏Dǎ pēntì＝ダー・ペンティー：動詞句）、周りは何も言わない。むしろくしゃみをした人が
不好意思！（ブーハオイース！＝すみません！）
という点は日本語に似ていて、同じ東アジア文化圏に属する国々の言葉（他に朝鮮語とベトナム語）に共通である。
広東語では、「ハチー！」とくしゃみをしたら、周りの人が「大吉利事！」（ダイガッレイシー！＝大吉・お年玉のようないいことがありますように！）といい、答えは「唔好意思！」（ムホウイーシー！＝いいですね！）

## 朝鮮語
朝鮮語で、에취！（エチュイ！）とくしゃみをしても（재채기 チェチェギ：名詞、재채기하다 チェチェギ・ハダ ：動詞句）、周りも自分も特に何も言わない。ひどいくしゃみの場合は周りが
괜찮아？（ケンチャナ？、大丈夫？）
と言い、「괜찮아」（ケンチャナ）という返事をする。これは東アジア文化圏の他の国々（中国・日本・ベトナム）の言葉と共通である。

## ドイツ語
ドイツ語では、Hatschi!（ハッチー！）とくしゃみをしたら（das Niesen＝ニーゼン：名詞、niesen＝ニーゼン：動詞）、まわりの誰かが、
Gesundheit!（ゲズントハイト！＝健康！）
ということが多い。くしゃみをしたひとが健康であるようにとの発言である。それへの答えは、「Danke!」（ダンケ！＝ありがとう！）。

## 日本語
日本語では「ハクション！」とくしゃみをした場合、一般にくしゃみは普通の人間の営みの一部ということで、周りは無反応が多い。自分のくしゃみで話が中断したと感じたら、
失礼！
という人もいて、ひどいくしゃみの場合は周りが
大丈夫？
と聞き、その答えは通常「大丈夫！」で、これは東アジア文化圏の他の国々（中国・韓国／朝鮮・ベトナム）の言葉と共通である。
また、くしゃみはどこかでその人のウワサをしているという迷信があり、くしゃみをした人が自慢話をしている最中なら、「ほら、もうそのウワサをしている人がいるよ！」というような反応もある。

## フランス語
フランス語では「Atchoum !」（アッチューム！＝ハクション！）とくしゃみをしたら（éternuement：名詞、éternuer：動詞）、周りのひとりが、
À tes souhaits !  （ア・テ・スゥエー＝きみの思い通りに！）
À vos souhaits !（ア・ヴォ・スゥエー＝あなたの思い通りに！）
という。答えは、「Merci !」（メルスィー！＝ありがとう）。

## ベトナム語
ベトナム語でも、ベトナムは中国・日本・朝鮮と同じく東アジア文化圏に属するので、くしゃみに対して何も言わないのが普通である。

## ポルトガル語
ポルトガル語では、Atchim!（アチー！）とくしゃみをすれば（espirro：名詞、espirrar：動詞）、すかさず周りが
Saúde!（サウーデ！＝健康！）、Santinho!（サンティーニョ、おやおや！）、Deus te/Ihe ajude!（デウス・テ／イ・アジュデ！＝神様がきみ／あなたを助けるように！）など
といい、返事はObrigado（オブリガード＝ありがとう：男性）、Obrigada（オブリガーダ、女性）。

## ロシア語
ロシア語では、Чих!（Chikh!＝チーフ！）とくしゃみをすると（чиханье＝チハーニェ：名詞、 чихить / чихнуть＝チヒーチ／チフヌーチ：動詞）、周りの人が、
Будь здоров!（ブーッ・ズダローフ！＝健康でいてね！）：親しい男性に
Будь здорова!（ブーッ・ズダローヴァ！＝健康でいてね！）：親しい女性に
Будьте здоровы!（ブーッティエ・ズダローヴィ！＝健康でいてください！）：丁寧に
という。返事はСпасибо（スパスィーバ！＝ありがとう）。

## まとめ
| 言語         | 擬声語                                                             | 周りの人 | くしゃみをした人 | 注 |
| ------------ | ------------------------------------------------------------------ | --- | --- | --- |
| 英語         | Achoo!（アチュー！）                                               | Bless you!（ブレス・ユー！＝祝福するように！） --- Gesundheit!（ゲズントハイト！＝ドイツ語で健康！） | Thank you!と周りの人に答える | (May God) bless you!（メイ・ゴッド・ブレス・ユー＝神様があなたを祝福するように）の略 --- 米国・カナダのドイツと近隣諸国からの移民が多い地域で英語話者も |
| スペイン語   | ¡Achís!（アチース！）                                              | ¡Salud!（サルー（ドゥ）＝健康！）、または¡Dios te bendiga!（神様が君を祝福するように！）ともいう === 伝統的にスペインでは、1回目、2回目、3回目のくしゃみに対してそれぞれ、Jesús（ヘスース＝イエス）、 María（マリーア＝イエスの母マリア）、José（ホセー＝ヨセフ） --- 伝統的にラテンアメリカではこれが、Salud（サルー（ドゥ））＝健康）、dinero（ディネーロ＝お金）、amor（アモール＝愛） | Gracias.（グラスィアス！＝ありがとう！） | ¡Salud!は乾杯の言葉でもある。 === 伝統的に、スペインで --- 伝統的にラテンアメリカで                                                                     |
| 中国語       | 普通話： 阿嚏（Ātì＝アーティ！） --- 広東語： ハチー！             | 通常何も言わないが、周りが没事吧？（Méishìbaメイシバ＝大丈夫？）と聞くこともある --- 大吉利是！（ダイガッレイシー！＝大吉・お年玉のようないいことがありますように！） | 通常何も言わないが、没問題！（Méiwèntíメイウェンティ）と不好意思！（Bùhǎoyìsiブーハオイース！＝すみません！）という場合もある --- 唔好意思！（ムホウイーシー！＝ありがとう、いいですね！） | 東アジア文化圏の一般的な習慣 --- 広東省・香港・マカオで広く使われている                                                                                 |
| 朝鮮語       | 에취！（エチュイ！）                                               | 通常何も言わないが、ひどいくしゃみには周りが괜찮아？（ケンチャナ？、大丈夫？） | 通常何も言わないが、괜찮아（ケンチャナ、大丈夫）と괜찮아？（ケンチャナ？）には返事する | 東アジア文化圏の一般的な習慣 |
| ドイツ語     | Hatschi!（ハッチー！）                                             | Gesundheit!（ゲズントハイト！＝健康！） | Danke!（ダンケ！＝ありがとう！） | |
| 日本語       | ハクション！                                                       | 通常何も言わないが、大丈夫？と聞くこともある | 通常何も言わないが、失礼！という場合もある | 東アジア文化圏の一般的習慣 |
| フランス語   | Atchoum ! （アッチューム！                                         | À tes souhaits ! （ア・テ・スゥエー＝きみの思い通りに！） À vos souhaits !（ア・ヴォ・スゥエー＝あなたの思い通りに！） | Merci !（メルスィー！＝ありがとう） | 丁寧に言うかどうかを使い分ける |
| ポルトガル語 | Atchim!（アチー！）                                                | Saúde!（サウーデ！＝健康！）、Santinho!（サンティーニョ＝聖人に！、おやおや！）、Deus te/Ihe ajude!（デウス・テ／イ・アジュデ！＝神様がきみ／あなたを助けるように！）など | Obrigado（オブリガード＝ありがとう：男性）、Obrigada（オブリガーダ、女性） | Saúde!は乾杯の時にも |
| ロシア語     | Апчхи！ (Aptchkhí＝アプチュヒー！)またはЧих！（Chikh! ＝チーフ！） | Будь здоров！（ブーッ・ズダローフ！＝健康でいてね！）：親しい男性に、 Будь здорова！（ブーッ・ズダローヴァ！＝健康でいてね！）：親しい女性に、 Будьте здоровы！（ブーッティエ・ズダローヴィ！＝健康でいてください！）：丁寧に | Спасибо！（スパスィーバ！＝ありがとう）と 周りの人には答える | 相手が男性か、女性か、丁寧にいうかによって使い分ける |

## 参照項目
- くしゃみ
- マナー